# 東邦ガス不動産開発
東邦ガス不動産開発株式会社（とうほうガスふどうさんかいはつ）は、東邦ガス100%子会社で、愛知県名古屋市熱田区に本社を置く不動産会社である。2024年（令和6年）4月に東邦不動産株式会社から商号変更した。

## 概要
東邦ガスグループのビルの管理・運営を行っているビル事業部、邦和みなと スポーツ&カルチャーや邦和セミナープラザの管理・運営を行うスポーツ・セミナー事業部、レストランやベーカリーの運営を行っているレストラン事業部、造園や緑地管理などを行うグリーンテクノ事業部がある。
なお、女子フィギュアスケート選手の鈴木明子は邦和みなと スポーツ&カルチャー（旧・邦和スポーツランド）に所属している。

## 沿革
※ 会社概要｜東邦ガス不動産開発株式会社（外部サイト）
- 1958年（昭和33年）6月10日 - 東邦不動産株式会社として設立。
- 1979年（昭和54年）7月 - 邦和スポーツランド（みなと温水プール）開設。
- 1989年（平成元年）10月 - 邦和セミナープラザ開設。
- 2000年（平成12年）2月 - 邦和土地建物㈱、栄ガスビル㈱、㈱ラパンドール、邦和都市開発㈱を合併。
- 2006年（平成18年）1月 - 邦和グリーン株式会社を合併。
- 2006年（平成18年）10月 - 東邦理化株式会社を合併。
- 2009年（平成21年）7月 - 長良不動産株式会社を合併。
- 2021年（令和3年）4月 - 邦和ビルサービス株式会社を合併。
- 2022年（令和4年）1月 - 東邦ガスセイフティライフ㈱から施設警備事業を承継。
- 2024年（令和6年）4月1日 - 東邦ガス不動産開発株式会社に商号変更[4]。

## 事業所
下記事業所は全て愛知県内に存在する。
ビル事業
- 栄ガスビル（名古屋市中区栄）
- 今池ガスビル（名古屋市千種区今池）
- 小牧ガスビル（愛知県小牧市）
- ガスビル瀬戸（愛知県瀬戸市）
- 黒川ガスプラザ（愛知県名古屋市北区黒川）
- 池内ビル（愛知県名古屋市熱田区）

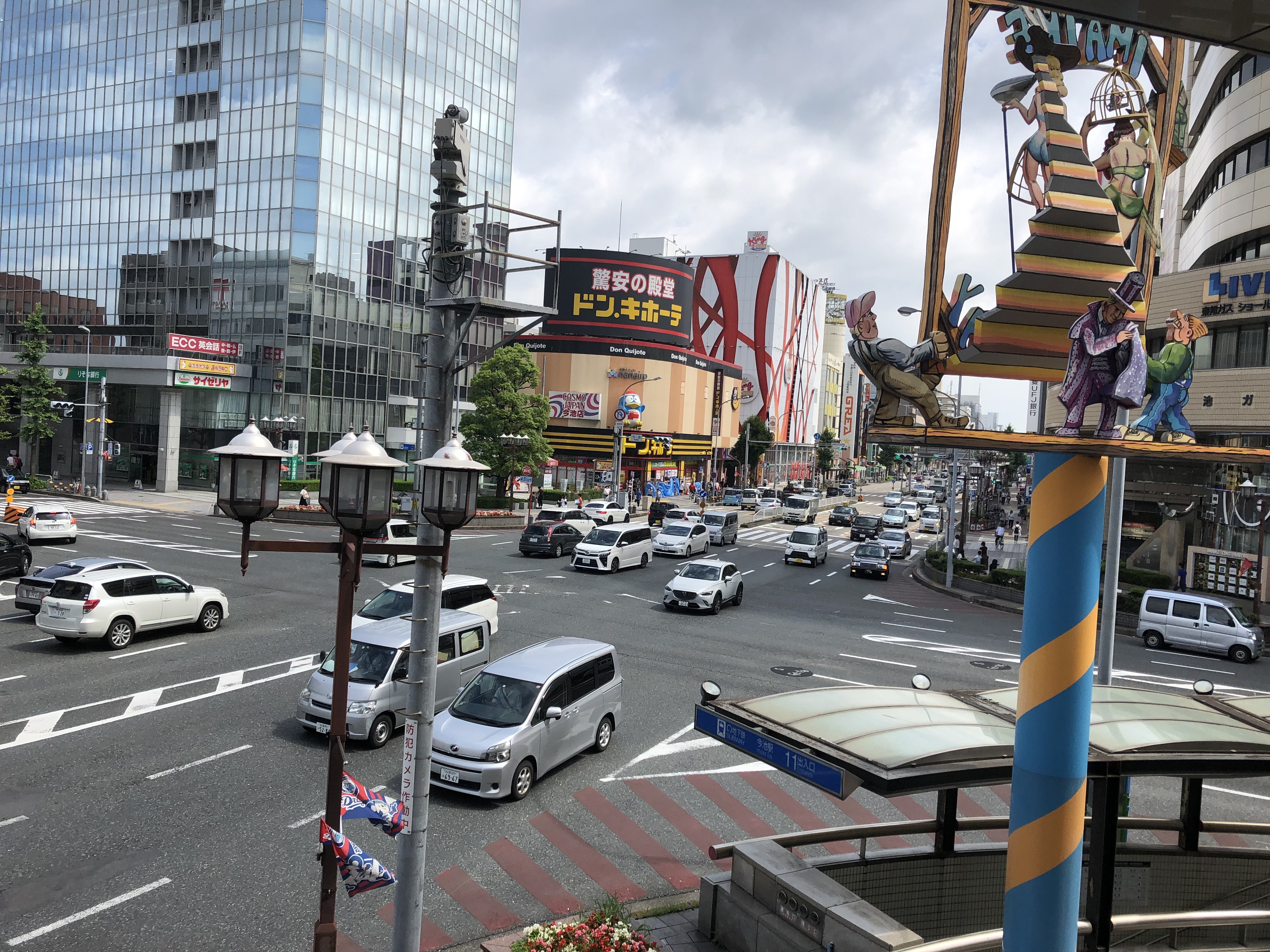
今池ガスビル（右側）
小牧ガスビル（左側）
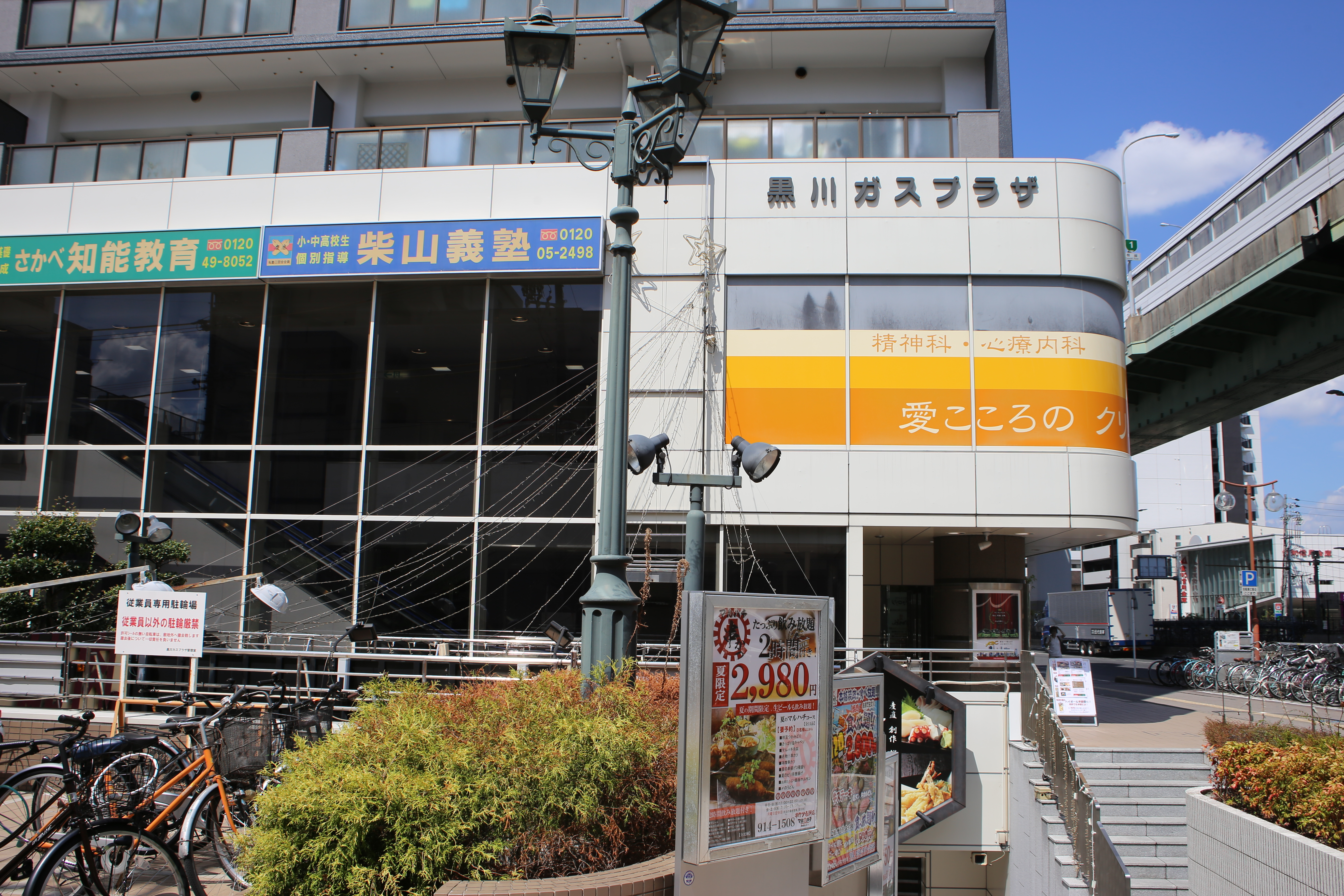
黒川ガスプラザ

スポーツ・セミナー施設
- 邦和みなと スポーツ&カルチャー（名古屋市港区）
- 邦和みなとインドアテニス（名古屋市港区）
- 邦和セミナープラザ（名古屋市港区）
- 邦和みなとゴルフ（名古屋市港区）

レストラン・ベーカリー事業
- ガス燈（千種区今池ガスビル内）
- チェリー

本社店（名古屋市熱田区、東邦ガス本社内）
みなと店（名古屋市港区）
グリーンテクノ事業
- 邦和グリーン（名古屋市港区）